# Schilthorn
El Schilthorn es una montaña de los Prealpes berneses, con una altura de 2.970 m s. n. m. Es la más alta de los Prealpes suizos.

## Características
Se encuentra en territorio suizo, sobre Mürren. Desde la cima se goza de un panorama que abarca el Titlis, Jungfrau, Mönch y Eiger, pasando de los Alpes berneses a las montañas del Jura hasta los Vosgos y la Selva Negra. También puede verse, aunque a duras penas, el Mont Blanc.
Según la clasificación SOIUSA, Schilthorn pertenece a:
- Gran parte: Alpes occidentales
- Gran sector: Alpes del noroeste
- Sección: Prealpes suizos
- Subsección: Prealpes berneses
- Supergrupo: Prealpes de Lauterbrunnental
- grupo: Grupo Schilthorn-Schwalmere-Morgenberghorn
- Código: I/B-14.II-B.8

## Ascenso a la cima
Se llega la cima a través de una serie de teleféricos que la alcanzan desde el valle que queda abajo. El primer tramo va desde Stechelberg hasta Gimmelwald y de ahí a Mürren. Un segundo teleférico lleva desde aquí hasta Birg, desde donde el último teleférico lleva a la cima.
Una alternativa consiste en tomar el teleférico de Lauterbrunnen a Grütschalp, y de ahí un tren hasta Mürren, desde donde se toma de nuevo el teleférico.
En el tramo entre Birg y la cima, el teleférico pasa sobre el Grauseeli, un pintoresco lago pequeño.

## El restaurante
En la parte superior hay un restaurante panorámico rotatorio, el Piz Gloria. En este restaurante se rodaron algunas escenas de la película de James Bond 007 Al servicio de su majestad. En particular, la escena de apertura (un largo descenso con los esquíes) comienza desde la parte superior y termina en Engetal, bajo Birg. El restaurante gira en torno a un eje central y hace un giro completo en 55 minutos.

## Deporte
La carrera estival de triatlón Inferno Thriatlon se acaba en la cima del Schilthorn, al final de un recorrido de salida desde el valle inferior del Lauterbrunnen.

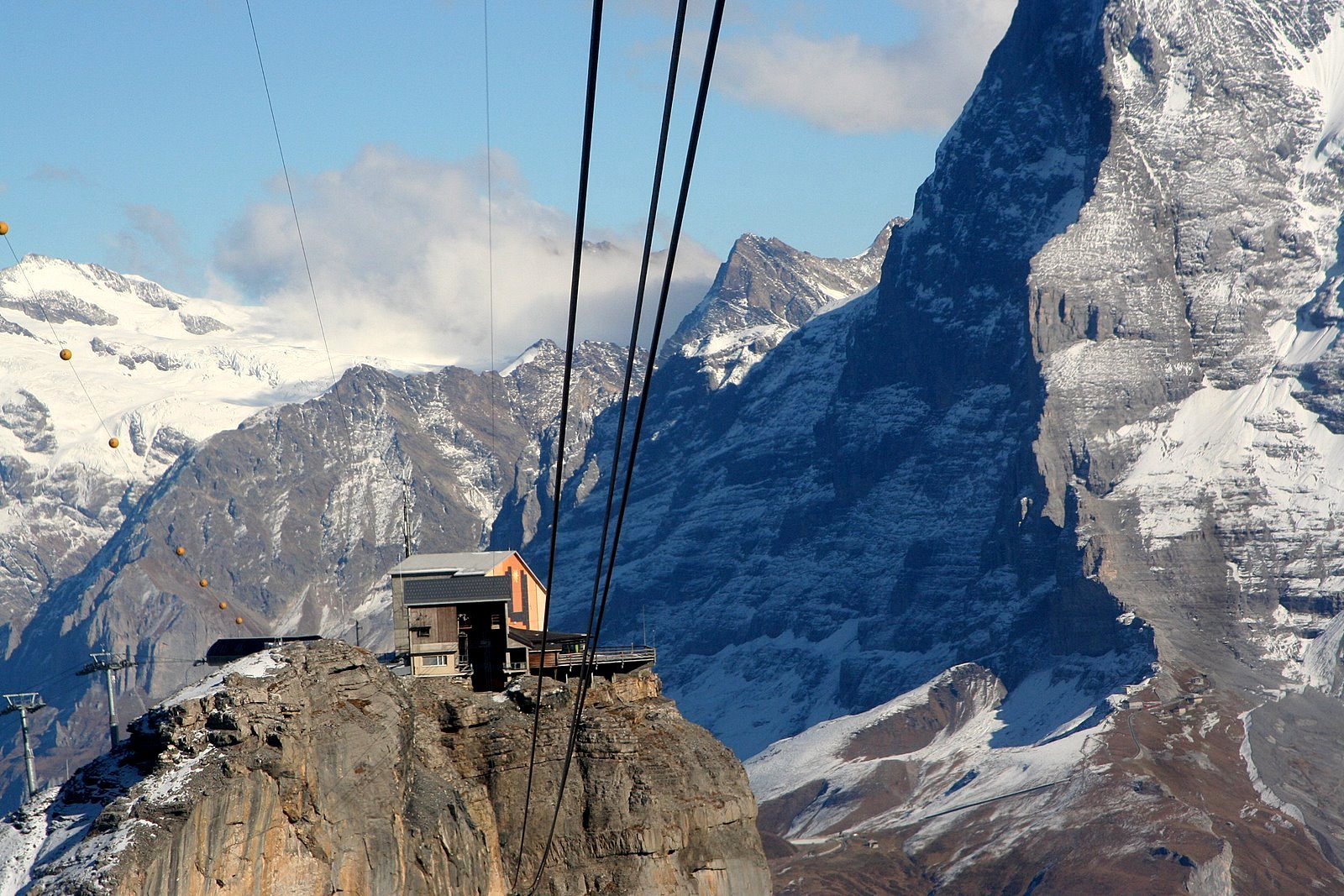
La estación intermedia del funicular Birg